# Wink (альбом)
Wink — третий студийный альбом японской группы Chai, выпущенный 21 мая 2021 года. Является первым релизом квартета, изданным на лейбле Sub Pop.

## Восприятие
| Совокупная оценка    | Совокупная оценка |
| Источник             | Оценка            |
| -------------------- | ----------------- |
| AnyDecentMusic?      | 7,6/10            |
| Metacritic           | 80/100            |
| Оценки критиков      |                   |
| Источник             | Оценка            |
| AllMusic             | [ 5 ]             |
| Beats Per Minute     | 79%               |
| DIY                  | [ 7 ]             |
| Exclaim!             | 8/10              |
| Gigwise              | 9/10              |
| The Line of Best Fit | 8/10              |
| Our Culture Mag      | [ 11 ]            |
| Paste                | 7,8/10            |
| Pitchfork            | 7,5/10            |
| The Skinny           | [ 14 ]            |

Wink получил преимущественно высокие оценки музыкальных критиков. На агрегаторе Metacritic альбом имеет средний балл 80 из 100 на основе 11 рецензий.
Обозреватель журнала The Quietus Тара Джоши назвала Wink «самой успокаивающей записью группы на сегодняшний день». Критик журнала Paste Клэр Мартин назвала альбом «весёлым и наполняющим» и отметила, что квартет заставляет «каждое мгновение ощущаться как наслаждение». The Guardian поставил Wink на 47-е место в списке 50 лучших альбомов 2021 года. Представитель этого издания Лора Снейпс охарактеризовала запись как «блаженный мечтательный синти-поп».

## Список композиций
| №                   | Название                                                               | Длительность |
| ------------------- | ---------------------------------------------------------------------- | ------------ |
| 1.                  | «Donuts Mind If I Do»                                                  | 3:48         |
| 2.                  | «Maybe Chocolate Chips» (チョコチップかもね, при участии Рика Уилсона) | 2:53         |
| 3.                  | «Action»                                                               | 3:23         |
| 4.                  | «End»                                                                  | 2:15         |
| 5.                  | «Ping Pong!» (при участии YMCK)                                        | 3:16         |
| 6.                  | «Nobody Knows We Are Fun»                                              | 3:01         |
| 7.                  | «It's Vitamin C»                                                       | 2:49         |
| 8.                  | «In Pink» (при участии Mndsgn)                                         | 3:45         |
| 9.                  | «Karaage»                                                              | 3:11         |
| 10.                 | «Miracle»                                                              | 2:37         |
| 11.                 | «Wish Upon a Star»                                                     | 2:47         |
| 12.                 | «Salty» (しょっぱい)                                                   | 1:08         |
| Общая длительность: | Общая длительность:                                                    | 34:53        |

## Участники записи
Chai
- Мана — вокал, клавишные
- Кана — вокал, гитара
- Юки — бас-гитара, дополнительный вокал
- Юна — барабаны, дополнительный вокал

Прочие участники
- Рик Уилсон — гостевой вокал (2)
- YMCK[англ.] — гостевой вокал (5)
- Mndsgn[англ.] — гостевой вокал (8)

## Чарты
| Чарт (2021)                  | Высшая позиция |
| ---------------------------- | -------------- |
| Недельный чарт Oricon        | 92             |
| Hot Albums (Billboard Japan) | 82             |